# Branislav Simić
Branislav Simić (Gornja Rogatica, Regne de Iugoslàvia 1953) és un lluitador serbi, ja retirat, guanyador de dues medalles olímpiques.

## Biografia
Va néixer el 21 de març de 1935 a la ciutat de Gornja Rogatica, població situada a l'actual província autònoma de Voivodina, que en aquells moments formava part del Regne de Iugoslàvia i que avui en dia forma part de Sèrbia.

## Carrera esportiva
Va participar, als 21 anys, i en representació de la República Federal Socialista de Iugoslàvia als Jocs Olímpics d'Estiu de 1956 realitzats a Melbourne (Austràlia), on arribà a les finals del pes mitjà de la modalitat de lluita grecoromana, si bé no aconseguí medalla. Absent dels Jocs Olímpics d'estiu de 1960 realitzats a Roma, en els Jocs Olímpics d'Estiu de 1964 realitzats a Tòquio (Japó) aconseguí guanyar la medalla d'or, un metall que es transformà en bronze en els Jocs Olímpics d'Estiu de 1968 celebrats a Ciutat de Mèxic (Mèxic). En aquests darrers Jocs Olímpics fou l'encarregat de dur la bandera iugoslava durant la cerimònia inaugural.
Al llarg de la seva carrera aconseguí una medalla de plata en el Campionat del Món de lluita de 1963 i una d'or als Jocs del Mediterrani de 1967, entre d'altres triomfs internacionals. A nivell nacional aconseguí 11 campionats iugoslaus.